# Demange-aux-Eaux
Demange-aux-Eaux foi uma antiga comuna francesa na região administrativa de Grande Leste, no departamento de Meuse. Estendia-se por uma área de 24,86 km². Em 2010 a comuna tinha 551 habitantes (densidade: 22,2 hab./km²).
Em 1 de janeiro de 2019, ela foi inserida no território da nova comuna de Demange-Baudignécourt.